# Ivanagi, Basavana Bagevadi
Ivanagi là một làng thuộc tehsil Basavana Bagevadi, huyện Bijapur, bang Karnataka, Ấn Độ.